# Massimo Veltri
Massimo Veltri (Cosenza, 9 novembre 1947) è un politico italiano.

## Attività pubblica
Ordinario di ingegneria all’Università, ha trasfuso la sua competenza professionale nell'attività parlamentare proponendo, tra l'altro, il documento conclusivo dell'indagine conoscitiva sulla difesa del suolo approvato il 18 marzo 1998 dalla Commissione ambiente del Senato della Repubblica.